# Milton Keynes Lightning
Pour les articles homonymes, voir Lightning.
Le Lightning de Milton Keynes est un club de hockey sur glace de Milton Keynes en Angleterre. Il évolue dans le Championnat du Royaume-Uni de hockey sur glace.

## Historique
Le club est créé en 2002 à la suite des Kings de Milton Keynes.

## Palmarès
- Vainqueur de l'EPIHL : 2003, 2004, 2005, 2006.